# Eunuch

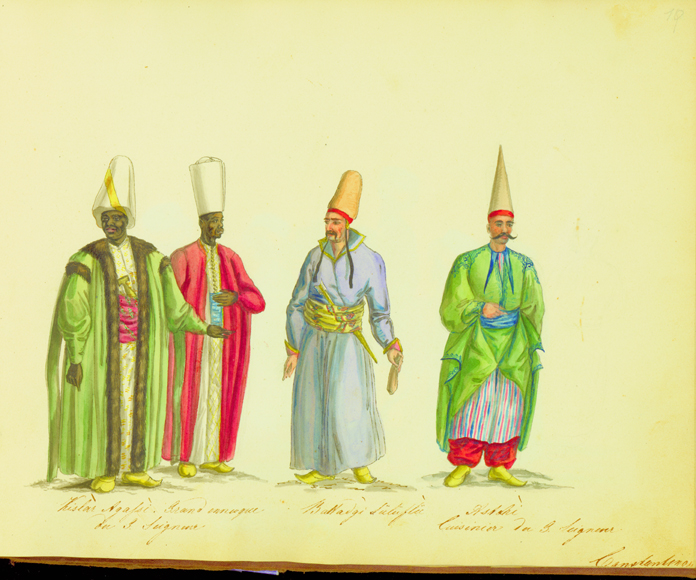
Kızlar Ağası, hlava černých eunuchů Otomanského říšského harému

Eunuch (řecky „strážce lože“; z ευνέ (euné) – postel, ἔχειν (echein) – mít v moci) je muž, který (podle běžné definice tohoto termínu) buď byl kastrován (typicky v brzkém věku – dříve, než se u něj projevily hormonální změny), nebo (podle některých starověkých textů) mu v plození potomků bránila impotence, celibát či jiná zábrana. Eunuch měl specifickou funkci v mnoha společnostech – dvořané, kastrátní pěvci, náboženští specialisté, vojáci, členové královské gardy, vládní úředníci a strážci významných žen či sluhové v harémech. Často pocházeli z řad otroků a kastraci podstupovali nedobrovolně. Kastrace z nich měla udělat spolehlivé sluhy, již mohli být blíže významným osobám, včetně panovníků, a vykonávat pro ně drobné služby (včetně např. koupání, stříhání vlasů, nošení v nosítkách, dokonce vyřizování vzkazů). V kombinaci s neexistencí vlastní rodiny a zřeknutí se věrnosti komukoli jinému než vládci samotnému bylo na eunuchy nahlíženo jako na důvěryhodné osoby – funkci, kterou později plnili tajemníci a kancléři, konšelé. Eunuchy můžeme najít v starověkých a raně středověkých říších asijského kontinentu (Čína, Korea, Vietnam, Thajsko, Barma, Otomanská říše, Indický subkontinent), v Evropě pak ve starém Řecku, Římě a Byzanci. Nejstarší záznamy se o eunuchovi zmiňují v 21. století př. n. l.

## Druhy eunuchů
V osmanské říši se eunuši dělili do dvou skupin, podle barvy pleti, ale i podle způsobu vykleštění:
- bílí eunuši – byli zbaveni pouze varlat. Takoví zastávali funkce úředníků či osobních strážců.
- černí eunuši – byli zbaveni celých genitálií. Pouze takoví směli sloužit v harémech.

Někdy se toto rozdělení uplatňuje jen podle způsobu kastrace, tedy i černoch může být bílým eunuchem a běloch černým.
V Bibli jsou jako eunuši označováni i lidé neplodní.
Třetím typem je tzv. majbub, tedy muž, kterému byl odňat penis ale ponechána varlata. 